# Любица Каневче
Любица П. Каневче (на македонска литературна норма: Љубица Каневче) е учен, инженер от Северна Македония.

## Биография
Каневче е родена на 25 септември 1946 година в Панчево и принадлежи към големия охридски български род Каневчеви. Получава бакалавърска и магистърска степен от Електротехническия факултет на Белградския университет, след което защитава докторат в Машинния факултет на същия университет в 1992 година. Работи в Института за ядрени науки „Борис Кидрич“ във Винча. От 1993 година преподава в Техничкия факултет на Битолския университет операционни изследвания, теория на решенията, технически измервания и ядрени реактори. От 2002 до 2006 година е ръководителка на Машинния отдел и член на Деканското ръководство на Факултета. Автор е на над 100 научни труда от областта на термотехниката, термоенергетиката, процесната и измервателната техника и екологията.